# العلاقات الأوغندية الهندية
العلاقات الأوغندية الهندية هي العلاقات الثنائية التي تجمع بين أوغندا والهند.

## مقارنة بين البلدين
هذه مقارنة عامة ومرجعية للدولتين:
| وجه المقارنة                                              | أوغندا                        | الهند                       |
| --------------------------------------------------------- | ----------------------------- | --------------------------- |
| المساحة (كم2)                                             | 241.04 ألف                    | 3.29 مليون                  |
| عدد السكان (نسمة)                                         | 42.86 مليون                   | 1.35 مليار                  |
| الكثافة السكانية (ن./كم²)                                 | 177.81                        | 410.33                      |
| العاصمة                                                   | كامبالا                       | نيودلهي                     |
| اللغة الرسمية                                             | لغة إنجليزية، اللغة السواحلية | اللغة الهندية، لغة إنجليزية |
| العملة                                                    | شيلينغ أوغندي                 | روبية هندية                 |
| الناتج المحلي الإجمالي (بليون دولار)                      | 25.89 مليار                   | 2.60 تريليون                |
| الناتج المحلي الإجمالي (تعادل القوة الشرائية) بليون دولار | 72.25 مليار                   | 8.00 تريليون                |
| الناتج المحلي الإجمالي الاسمي للفرد دولار أمريكي          | 705                           | 1.60 ألف                    |
| الناتج المحلي الإجمالي للفرد دولار أمريكي                 | 1.77 ألف                      | 5.70 ألف                    |
| مؤشر التنمية البشرية                                      | 0.483                         | 0.609                       |
| رمز المكالمات الدولي                                      | +256                          | +91                         |
| رمز الإنترنت                                              | .ug                           | .in، .भारत ‏، .بھارت ‏،        |
| المنطقة الزمنية                                           | ت ع م+03:00                   | ت ع م+05:30، توقيت الهند    |

## منظمات دولية مشتركة
يشترك البلدان في عضوية مجموعة من المنظمات الدولية، منها:
| علم المنظمة | اسم المنظمة                        | تاريخ انضمام أوغندا | تاريخ انضمام الهند |
| ----------- | ---------------------------------- | ------------------- | ------------------ |
|             | يونسكو                             | 9 نوفمبر 1962       | 4 نوفمبر 1946      |
|             | الفريق المعني برصد الأرض           | ?                   | ?                  |
|             | مؤسسة التمويل الدولية              | 27 سبتمبر 1963      | 20 يوليو 1956      |
|             | منظمة حظر الأسلحة الكيميائية       | ?                   | ?                  |
|             | مؤسسة التنمية الدولية              | 27 سبتمبر 1963      | 24 سبتمبر 1960     |
|             | منظمة التجارة العالمية             | ?                   | 1995               |
|             | وكالة ضمان الاستثمار متعدد الأطراف | 10 يونيو 1992       | 6 يناير 1994       |
|             | الاتحاد البريدي العالمي            | ?                   | ?                  |
|             | الاتحاد الدولي للاتصالات           | 8 مارس 1963         | 1869               |
|             | منظمة الشرطة الجنائية الدولية      | ?                   | ?                  |
|             | الأمم المتحدة                      | 25 أكتوبر 1962      | 30 أكتوبر 1945     |
|             | البنك الدولي للإنشاء والتعمير      | 27 سبتمبر 1963      | 27 ديسمبر 1945     |
|             | البنك الإفريقي للتنمية             | ?                   | ?                  |
|             | دول الكومنولث                      | ?                   | 15 أغسطس 1947      |

## أعلام
هذه قائمة لبعض الشخصيات التي تربطها علاقات بالبلدين:
- أكبر بك (لاعب كركيت أوغندي، 5 مايو 1974 – )
- شيخار ميهتا (سائق رالي كيني، 20 يونيو 1945 – 12 أبريل 2006)

## وصلات خارجية
- موقع وزارة الخارجية الأوغندية
- موقع وزارة الخارجية الهندية